# هاينريخ لبرخت فلايشر
هاينريخ لبرخت فلايشر (1216- 1305 هـ / 1801- 1888 م) هو مستشرق ألماني. أخذ عن دي ساسي وكوسان دي برسفال.
مما نشره بالعربية «تاريخ أبي الفداء» مع ترجمة ألمانية، و«فهرست المخطوطات الشرقية المحفوظة في خزانة درسدن». أسس الجمعية الشرقية الألمانية سنة 1844 م.  وهو مؤسس ما يُعرف بمدرسة ليبزيغ في الاستشراق الألماني.